# Sarda (geslacht)
Sarda is een geslacht van straalvinnige vissen uit de familie van de Scombridae (Makrelen), orde van baarsachtigen (Perciformes).

## Soorten en ondersoorten
- Sarda australis (Macleay, 1881) – Australische bonito
- Sarda chiliensis (Cuvier, 1832)
  - Sarda chiliensis chiliensis (Cuvier, 1832)
  - Sarda chiliensis lineolata (Girard, 1858)
- Sarda orientalis (Temminck & Schlegel, 1844) – Westpacifische bonito
- Sarda sarda (Bloch, 1793) – Bonito